# Roma (película de 1972)
Roma (también conocida en español como Roma de Fellini) es una película de 1972 dirigida por Federico Fellini.
Se presentó fuera de concurso en la 25ª edición del Festival de Cine de Cannes, celebrada ese mismo año.

## Argumento

Alvaro Vitali en un fotograma de la película.

La película es un retrato rápido y visionario de Roma hecho mediante los recuerdos de un joven de provincias que llega a la estación de Termini, poco antes de la Segunda Guerra Mundial. Roma se nos muestra como realidad multiforme, interminable y contradictoria a través de una serie de escenas y personajes heterogéneos: desde un desfile de moda eclesiástica a la recreación de los prostíbulos, desde los enfrentamientos con la policía hasta el atasco en la autopista A90, con un estilo que pasa del lirismo a la sátira, de la nostalgia a lo truculento sin solución de continuidad.
Entre las diversas escenas no existe nexo narrativo alguno, sólo la memoria y la voluntad de recuerdo del director — se pasa de un tema a otro sin transición.
La música de la película, compuesta por Nino Rota y dirigida por Carlo Savina, fue originariamente comercializada sólo en los Estados Unidos; el disco fue un 33 rpm United Artists UA-LA052-F, en que el nombre de Savina aparecía cambiado por error por el de «Savino», y con el subtítulo de «The Fall of Roman Empire 1931–1972».

## Versiones
- La película se estrenó en el cine Barberini de Roma el 18 de marzo de 1972, con una duración de alrededor de 130 minutos.

En mayo, fue presentada internacionalmente en el Festival de Cine de Cannes, fuera de concurso, el 15 de dicho mes de 1972. Para la presentación en el mercado extranjero Fellini, de acuerdo con el productor de la película y Bernardino Zapponi, decidió reducir la película a cerca de 115 minutos. Los cortes, efectuados de manera independiente y sin intervención por parte de la censura cinematográfica, que ya había dado luz verde a la película, con la prohibición para los menores de 14 años, sólo afectaron a algunas secciones de la película, mientras que otras quedaron intactas.
Las secciones de la película modificadas fueron las siguientes:
- La llegada a Roma: falta completamente una secuencia cómica en el interior del tranvía, tomada de una tira cómica publicada en la revista satírica para jóvenes Marc'Aurelio (escena 5);
- La llegada a la casa de los Palletta ha sido abreviada, careciendo del final originario con algunos diálogos entre la sirvienta y el joven Fellini, en la habitación de este último mientras deshace el equipaje (escena 6) y la imagen cenital de un cine de verano visto por el protagonista (escena 7, suprimida completamente);
- Villa Borghese: el diálogo entre los jóvenes universitarios y Fellini ha sido reducido y vuelto a montar de nuevo de un modo diferente;
- Teatrito de la Barafonda: falta completamente el número del cómico que precede a la actuación de Alvaro Vitali (imitación de Fred Astaire);
- Los burdeles: aligeramiento de pequeñas partes relativas al burdel «económico» (escenas 4 y 6);
- El desfile de moda eclesiástica: tres cortes, en el modelo n.º 4 «Hermana misionera» y en otros dos momentos en los que aparecen, en uno, una mano y una máscara de metal, y en el otro, un modelo para un obispo. Falta también un diálogo entre los que asistentes al desfile. Los cortes resultan más bien evidentes dado que, en las imágenes conservadas, puede verse cómo se aleja en la distancia el modelo n.º 4, y por los saltos bruscos en la banda sonora;
- Fiesta de Noantri: han sido eliminados por completo las intervenciones de Marcello Mastroianni y Alberto Sordi;
- Motoristas: faltan algunos de los monumentos filmados.

La versión completa de la película, curiosamente, no se ha convertido en la «oficial» porque en todos los soportes para la venta, en DVD y VHS, se grabó la versión corta para el mercado exterior; se trata también de la misma versión que se suele pasar por televisión. La única vez que se comercializó la versión larga fue en 1989, en un VHS de DeltaVideo, agotado desde hace años.

## Galardones
- Edición de 1972 del Festival de Cannes: Gran Premio de la Técnica cinematográfica.
- Premio de la crítica SFCC (Le Syndicat Français de la Critique de Cinéma) a la mejor película extranjera.